# Râul Bălșoara
Râul Bălșoara este un curs de apă, afluent al Beica. 